# Noviodúnum dels Bitúriges
Noviodúnum dels bitúriges (llatí: Noviodunum Biturigum) era una ciutat dels gals bitúriges. Juli Cèsar, després de capturar Cènabum l'any 52 aC, va creuar el Loira per anar en ajut dels bois (la posició dels bois de la Gàl·lia Transalpina no està establerta) que eren atacats per Vercingetorix i en el seu camí va passar per Noviodúnum, que es va rendir. Però en acostar-se la cavalleria de Vercingetorix, els habitants de la ciutat van tancar les portes i es van refugiar darrere els murs. La batalla entre la cavalleria dels gals i la dels romans davant la ciutat va acabar amb la victòria romana gràcies a la cavalleria dels germànics, una de les tropes auxiliars de Cèsar. Llavors la ciutat es va rendir, i tot seguit Cèsar va sortir cap Avàricum (actual Bourges). La situació de la ciutat no ha pogut ser determinada.